# Lijst van programma's van AVROTROS
Dit is een lijst van Nederlandse radio- en televisieprogramma's die werden of worden uitgezonden door de Nederlandse publieke omroep AVROTROS.
Legenda

## Programma's

### Radio
|  | programma            | periode | zender(s)    | presentatie / vaste medewerkers |
|  | -------------------- | ------- | ------------ | ------------------------------- |
|  | Aan de slag          |         | NPO Radio 2  | Bart Arens                      |
|  | Andermans Veren      |         | NPO Radio 5  |                                 |
|  | Annemiekes A-Lunch   |         | NPO Radio 2  | Annemieke Schollaardt           |
|  | Arbeidsvitaminen     |         | NPO Radio 5  |                                 |
|  | De Albumshow         |         | NPO Radio 2  |                                 |
|  | De Klassieken        |         | NPO Klassiek |                                 |
|  | De Muziekfabriek     |         | NPO Klassiek |                                 |
|  | De RadioRing         |         |              |                                 |
|  | De Verlanglijst      |         | NPO 3FM      |                                 |
|  | De Weekendborrel     |         | NPO Radio 5  |                                 |
|  | Een Goedemorgen met  |         | NPO Klassiek |                                 |
|  | Het Betere Werk      |         | NPO 3FM      |                                 |
|  | Humberto             |         | NPO Radio 1  | Humberto Tan                    |
|  | Muziekcafé           |         | NPO Radio 2  | Carolien Borgers                |
|  | PAUL!                |         | NPO Radio 2  | Paul Rabbering                  |
|  | Radio EenVandaag     |         | NPO Radio 1  | Suzanne Bosman                  |
|  | Sophie Hijlkema      |         | NPO 3FM      |                                 |
|  | Soul Night met Corné |         | NPO Radio 2  |                                 |

### Televisie
|  | programma                                              | periode        | zender(s)                       | presentatie / vaste medewerkers |
|  | ------------------------------------------------------ | -------------- | ------------------------------- | --- |
|  | De 3 Sterren Camping                                   |                |                                 | Simon Keizer, Nick Schilder, Kees Tol |
|  | Ali B en de Muziekkaravaan                             |                |                                 | Ali B |
|  | Ali B op volle toeren                                  | 2015–2016 2020 | NPO 3                           | Ali B |
|  | All Inclusive                                          | 2016           |                                 | Voice-over: Caroline Tensen |
|  | Amalia 18 Jaar                                         | 2021           |                                 | Dionne Stax |
|  | Atlas                                                  | 2013–2014      | NPO 3                           | Lauren Verster |
|  | Baanbrekers                                            |                |                                 | |
|  | Bad Nature                                             |                |                                 | |
|  | Bananasplit                                            | 2014–2015      | NPO 1                           | Frans Bauer |
|  | Beste Zangers                                          | 2014–0000      | NPO 1                           | Jan Smit (2014–2019, 2021–), Nick Schilder (2020), Simon Keizer (2020) |
|  | Bloedverwanten (Serie)                                 | 2014           | NPO 1                           | Onder andere Henriëtte Tol, Derek de Lint, Saskia Temmink, Tanja Jess, Yvonne van den Hurk |
|  | Britt's Beestenbende                                   | 2019–2020      | NPO 3 (NPO Zapp)                | Britt Dekker Vaste gasten: Défano Holwijn, Tim Douwsma |
|  | Brugklas (Serie)                                       | 2014–0000      | NPO 3 NPO Zapp                  | Onder andere Britt Scholte, Niek Roozen, Vincent Visser, Madelief Broos, Wendy Ruijfrok |
|  | Buitenhof                                              | 2014–0000      | NPO 1                           | Pieter Jan Hagens (2014–2018, 2019–), Jort Kelder (2018–2019) |
|  | Caps Club                                              |                |                                 | |
|  | Cash op Zolder                                         |                | NPO 2                           | Sipke Jan Bousema, Art Rooijakkers |
|  | Close Up                                               |                |                                 | |
|  | CupCakeCup                                             | 2014–0000      | NPO 3 NPO Zapp                  | Tim Douwsma (2014–2015), Klaas van der Eerden (2016–2021), Britt Dekker (2022–) Jury: Robèrt van Beckhoven, Remy Duker |
|  | Dance Academy                                          |                |                                 | |
|  | De Buit                                                |                |                                 | |
|  | De Eindmusical                                         |                |                                 | |
|  | De Luizenmoeder (Serie)                                | 2018–2019      | NPO 3                           | Onder andere Ilse Warringa, Diederik Ebbinge, Jennifer Hoffman, Henry van Loon, Leny Breederveld, Rop Verheijen, André Dongelmans, Bianca Krijgsman |
|  | De Slet van 6 VWO                                      |                |                                 | |
|  | De Stamhouder (Serie)                                  | 2023–0000      | NPO 1                           | Onder andere Matthijs van de Sande Bakhuyzen, Sallie Harmsen, Robert de Hoog, Marcel Hensema, Gijs Scholten van Asschat |
|  | De Stoutste Jongen van de Klas                         | 2016           | NPO 1                           | Caroline Tensen |
|  | De Streken van Van Boven                               |                |                                 | Yvette van Boven |
|  | De tiende van Tijl                                     |                |                                 | Tijl Beckand Huispianistes: Daria van den Bercken, Iris Hond, Valentina Tóth |
|  | De Wereld van Morgen                                   |                |                                 | |
|  | De zomer van Zoë                                       | 2020–2021      | NPO 3 NPO Zapp                  | Onder andere Gioia Parijs, Matheu Hinzen |
|  | Dionne Dichtbij: Máxima                                | 2021           |                                 | Dionne Stax |
|  | Dionne Dichtbij: The First Ladies                      | 2022           |                                 | Dionne Stax |
|  | Dit Was Het Nieuws                                     | 2017–0000      | NPO 1                           | Harm Edens Teamcaptains: Peter Pannekoek (2017–2021, 2022–), Daniël Arends (2021), Patrick Laureij (2021), Jan Jaap van der Wal (2017–) |
|  | DNA Onbekend                                           | 2016–0000      | NPO 1                           | Dionne Stax (2020–2021), Caroline Tensen (2016–2018), Marlijn Weerdenburg (2023–) |
|  | Draadstaal                                             | 2015–0000      | NPO 3                           | Jeroen van Koningsbrugge, Dennis van de Ven |
|  | Eén tegen 100                                          | 2016–2018      | NPO 1                           | Caroline Tensen |
|  | EenVandaag                                             | 2014–0000      | NPO 1                           | Jojanneke van den Berge (2016–2019, 2021), Suzanne Bosman (2014–), Joyce Boverhuis (2018–), Lammert de Bruin (2016–), Rob Hadders (2016–), Pieter Jan Hagens (2014–), Jaap Jongbloed (2014–2022), Renze Klamer (2021–2022), Mariëlle Koekenbier (2014–2017), Roos Moggré (2018–), Charlotte Nijs (2022–), Hila Noorzai (2020–), Gijs Rademaker (2014–2022), Art Rooijakkers (2016–2018), Bas van Werven (2014–2016), Rik van de Westelaken (2018–heden) |
|  | Eva                                                    | 2024–0000      | NPO 1                           | Eva Jinek |
|  | Flikken Maastricht (Serie)                             | 2014–0000      | NPO 1                           | Onder andere Angela Schijf, Victor Reinier, Sergio IJssel, Oda Spelbos, Irma Hartog |
|  | Flikken Rotterdam (Serie)                              | 2016–0000      | NPO 1                           | Onder andere Mark van Eeuwen, Maartje van de Wetering, Huub Stapel, Cees Geel |
|  | #Forever                                               |                |                                 | |
|  | Fort Boyard                                            | 2014           | NPO 3                           | Freek Bartels, Lauren Verster |
|  | Gouden Televizier-Ring Gala                            | 2014–0000      | NPO 1                           | Peter Pannekoek (2023), Art Rooijakkers (2016–2017), Frits Sissing (2020), Jan Smit (2014–2015, 2018, 2021–2023), Dionne Stax (2019–2020), Rik van de Westelaken (2018–2019, 2021–2022) |
|  | Gort over de grens                                     | 2017–2025      |                                 | Ilja Gort |
|  | Gorts Wijnkwartier                                     | 2018–2025      |                                 | Ilja Gort |
|  | Het Beste van...                                       |                |                                 | |
|  | Het Geheim van de Meester                              |                |                                 | |
|  | Het Mooiste Meisje van de Klas                         | 2014–2025      | NPO 1                           | Jaap Jongbloed |
|  | Het pronkstuk van Nederland                            | 2017–2018      | NPO 2                           | Jort Kelder Vaste gasten: Prof. Catelijne van Middelkoop, Prof. Herman Pleij, Dr. Paul Rem |
|  | Hoe heurt het eigenlijk?                               | 2014–2016      | NPO 1                           | Jort Kelder |
|  | Hunted                                                 | 2016–0000      | NPO 3                           | Voice-over: Pieter Jan Hagens (2016–2017, 2019–), Bas van Werven (2018) |
|  | Hunted into the Wild                                   | 2022           | NPO 3                           | Voice-over: Pieter Jan Hagens |
|  | Hunted into the Wild VIPS                              | 2024           | NPO 1                           | Voice-over: Pieter Jan Hagens |
|  | Hunted VIPS                                            | 2021–0000      | NPO 3                           | Voice-over: Pieter Jan Hagens |
|  | Ik vertrek                                             | 2014–0000      | NPO 1                           | Voice-over: Daniël Dekker (2014–2015), Edwin Diergaarde (2015–) |
|  | Het jaar van Fortuyn (Serie)                           | 2022           | NPO 1                           | Onder andere Jeroen Spitzenberger, Ramsey Nasr, Fedja van Huêt |
|  | Het Kerst Muziekgala                                   |                |                                 | |
|  | Je zou het moeten weten                                |                |                                 | |
|  | Jos (Serie)                                            | 2022           | NPO 3                           | Onder andere Diederik Ebbinge, Ellie de Lange, Camilla Siegertsz, Lies Visschedijk, Pierre Bokma |
|  | Junior Dance                                           | 2014–2015      | NPO 3 NPO Zapp                  | Tim Douwsma, Veronica van Hoogdalem Jury: Ingrid Jansen (2014), Sigourney Korper (2015), Nicholas Singer (2014–2015), Anna-Alicia Sklias (2014–2015) |
|  | Junior Songfestival                                    |                | NPO 3 NPO Zapp                  | Matheu Hinzen (2022–2023), Romy Monteiro (2017–2021), Jan Smit (2014–2015), Stefania Liberakakis (2022–2023), Buddy Vedder (2019–2021) Jury: Xander de Buisonjé (2014), Tommie Christiaan (2018), Yvonne Coldeweijer (2014), Sharon Doorson (2017), Tim Douwsma (2017), Sosha Duysker (2023), Glen Faria (2022), Flemming (2022), Ronnie Flex (2020), Niels Geusebroek (2014), Emma Heesters (2021), Chantal Janzen (2022), Gerard Joling (2015), Soy Kroon (2023), Duncan Laurence (2020), Maan (2018), Jeangu Macrooy (2021), MEAU (2023), Kim-Lian van der Meij (2017), Leona Philippo (2015), Fenna Ramos (2020), Edsilia Rombley (2019), Rolf Sanchez (2021), Tabitha (2019), Buddy Vedder (2018), Kaj van der Voort (2019), Yes-R (2015) |
|  | Kaal of Kammen                                         | 2016–0000      | NPO 3 NPO Zapp                  | Sascha Visser (2016–2019), Niek Roozen (2020–) |
|  | Kamp Waes                                              | 2019–2020      |                                 | Tom Waes |
|  | Kids Top 20                                            | 2014–0000      | NPO 3 NPO Zapp                  | Stephanie van Eer (2018–2021), Stefania Liberakakis (2021–), Monique Smit (2014–2015), Buddy Vedder (2015–2018) |
|  | Koefnoen                                               | 2014–2016      | NPO 1                           | Owen Schumacher, Paul Groot |
|  | Kunstuur                                               |                |                                 | |
|  | Leven Zonder Letters                                   | 2023           | NPO 1                           | Frans Bauer |
|  | Lingo                                                  | 2014           | NPO 2                           | Lucille Werner |
|  | Lois (Serie)                                           | 2018           | NPO 1                           | Onder andere Noortje Herlaar, Kay Greidanus, Raymond Thiry, Bart Klever, Puck Pomelien Busser, Ramsey Nasr |
|  | Man en kunst                                           |                |                                 | |
|  | Maestro                                                | 2014–0000      | NPO 1                           | Frits Sissing Jury: Isabelle van Keulen (2014–), Vincent de Kort (2016), Miranda van Kralingen (eenmalig, 2021), Tania Kross (eenmalig, 2016), Henrik Schaefer (2021), Dominic Seldis (2014–), Ed Spanjaard (2023–), Otto Tausk (2014) |
|  | Marathon Live                                          | 2016           |                                 | Caroline Tensen (eenmalig) |
|  | Mees Kees (Serie)                                      | 2017 2020      | NPO 3 NPO Zapp                  | Onder andere Leendert de Ridder, Sanne Wallis de Vries, Raymonde de Kuyper, Jochen Otten |
|  | Met klassiek de week door                              |                |                                 | |
|  | Mindf*ck                                               | 2015–0000      | NPO 1                           | Victor Mids |
|  | Moltalk                                                | 2014–0000      | NPO 3                           | Vivienne van den Assem (2015–2016), Splinter Chabot (v. 2024), Margriet van der Linden (2017-2019), Arjen Lubach (2013–2014), Patrick Martens (2014–2015), Kees Tol (2014), Rop Verheijen (2020-2023), Marlijn Weerdenburg (2020-), Rik van de Westelaken (2016), Chris Zegers (2017-2019) |
|  | MuseumGasten                                           |                |                                 | |
|  | Nederland staat op tegen kanker                        |                |                                 | |
|  | Nick, Simon & Kees: Homeward bound                     |                |                                 | Simon Keizer, Nick Schilder, Kees Tol |
|  | Nick, Simon & Kees: Take a chance on me                |                |                                 | Simon Keizer, Nick Schilder, Kees Tol |
|  | Nu te zien!                                            |                |                                 | |
|  | Olympische dromen                                      |                |                                 | |
|  | Opgelicht?!                                            | 2014–2021      | NPO 1                           | Antoinette Hertsenberg (2014–2016), Jaap Jongbloed (2016–2021) |
|  | Opium                                                  |                |                                 | |
|  | Opsporing Verzocht                                     | 2014–0000      | NPO 1 (2014–2022) NPO 2 (2023–) | Anniko van Santen |
|  | Op zoek naar ...                                       | 2021–0000      | NPO 1                           | Frits Sissing Jury: Jim Bakkum (2022), Carline Brouwer (2021), Pia Douwes (2021), Richard Groenendijk (2021), Jamai Loman (2021), Marlijn Weerdenburg (2022), Maurice Wijnen (2022) |
|  | Papadag                                                |                |                                 | |
|  | Peter R. over de grens                                 | 2014           |                                 | Peter R. de Vries |
|  | Radar                                                  | 2014–0000      | NPO 1 (2014–2022) NPO 2 (2023–) | Antoinette Hertsenberg |
|  | Schatten uit de schaduw                                |                |                                 | |
|  | Strijders                                              | 2025           | NPO 1                           | Jeroen van Koningsbrugge |
|  | Songfestival                                           | 2014–0000      | NPO 1                           | |
|  | Splntr!                                                |                | NPO 3                           | Splinter Chabot |
|  | Sportlab Sedoc                                         |                | NPO 2                           | Gregory Sedoc |
|  | Sterren NL Top 25                                      | 2014–0000      | NPO 1                           | |
|  | Sterren muziekfeest op het plein                       | 2014–0000      | NPO 1                           | |
|  | TV Show                                                | 2014–2022      | NPO 1                           | Ivo Niehe |
|  | Tussen Kunst & Kitsch                                  | 2014–0000      | NPO 1                           | Nelleke van der Krogt (2014–2015), Frits Sissing (2015–) |
|  | Typisch Maas                                           |                |                                 | |
|  | Vermist                                                | 2014           | NPO 1                           | Jaap Jongbloed |
|  | Vier avonden op rij                                    | 2025           | NPO 1                           | Hila Noorzai |
|  | Vive la Frans                                          | 2014–2016      | NPO 1                           | Frans Bauer |
|  | Volle Zalen                                            |                |                                 | |
|  | Vriend of Vijand                                       | 2024-          |                                 | |
|  | Who's that girl? - Het mooiste meisje van de klas VIPS | 2023           | NPO 1                           | Jaap Jongbloed |
|  | Wie is de Mol?                                         | 2014–0000      | NPO 1                           | Art Rooijakkers (2014–2018), Rik van de Westelaken (2019–) |
|  | Zappsport                                              | 2014–0000      | NPO Zapp                        | Naomi van As (2014–2017), Ron Boszhard (2014–), Britt Dekker (2018–) |